# Resolutie 622 Veiligheidsraad Verenigde Naties
Resolutie 622 van de Veiligheidsraad van de Verenigde Naties werd unaniem aangenomen op 31 oktober 1988. De resolutie stemde in met een aantal door secretaris-generaal Javier Pérez de Cuéllar genomen maatregelen voor Afghanistan nadat een akkoord was bereikt over het beëindigen van de oorlog in dat land.

## Achtergrond
Op 14 april 1988 werden de Akkoorden van Genève tussen Afghanistan en Pakistan getekend. Die hielden onder meer in dat de twee landen zich niet meer zouden bemoeien met of tussenkomen in elkaars binnenlandse aangelegenheden. Ook de Sovjet-Unie was betrokken bij het akkoord, dat de terugtrekking van de Sovjet-Unie uit Afghanistan na negen jaar oorlog vastlegde. Hun Afghaanse tegenstander, de Moedjahedien, waren niet betrokken en zij wezen de akkoorden dan ook af. Dat leidde na de terugtrekking van de USSR tot de Afghaanse Burgeroorlog.

## Inhoud
De Veiligheidsraad herinnerde aan de brieven van secretaris-generaal Javier Pérez de Cuéllar over het akkoord over de regeling van de situatie in verband met Afghanistan dat op 14 april 1988 werd getekend in Genève. Er werd ook herinnerd aan de brief van de Veiligheidsraad aan de secretaris-generaal.
De Veiligheidsraad bevestigde zijn instemming met de maatregelen in de brieven van de secretaris-generaal inzake de situatie in Afghanistan, in het bijzonder de tijdelijke inzet van vijftig militairen van bestaande VN-operaties. De Veiligheidsraad bevestigde ook de oprichting in mei 1988 van UNGOMAP, de missie van goede diensten van de VN in Afghanistan en Pakistan.
De secretaris-generaal werd verzocht de Veiligheidsraad op de hoogte te houden.

## Verwante resoluties
- Resolutie 647 Veiligheidsraad Verenigde Naties (1990)